# قرار مجلس الأمن التابع للأمم المتحدة رقم 1447
قرار مجلس الأمن التابع للأمم المتحدة رقم 1447، المتخذ بالإجماع في 4 كانون الأول / ديسمبر 2002، بعد الإشارة إلى جميع القرارات السابقة بشأن العراق، بما في ذلك القرارات 986 (1995) و1284 (1999) و1352 (2001) و1360 (2001) و1382 (2001) و1409 (2002) فيما يتعلق ببرنامج النفط مقابل الغذاء، قام المجلس، بموجب الفصل السابع من ميثاق الأمم المتحدة، بتمديد الأحكام المتعلقة بتصدير النفط العراقي أو المنتجات النفطية مقابل المساعدة الإنسانية لمدة 180 يومًا إضافية.
كان مجلس الأمن مقتنعا بالحاجة إلى إجراء مؤقت لتقديم المساعدة الإنسانية للشعب العراقي حتى تنفذ الحكومة العراقية أحكام القرار 687 (1991) و1284، وتوزع المساعدات في جميع أنحاء البلاد بالتساوي. وجدد التأكيد على التزام جميع الدول بسيادة العراق وسلامته الإقليمية وتصميمه على تحسين الوضع الإنساني.
بموجب الفصل السابع من ميثاق الأمم المتحدة، تم تمديد برنامج النفط مقابل الغذاء، في مرحلته الثالثة عشرة، لمدة 180 يومًا أخرى بدءًا من الساعة 00:01 بالتوقيت الشرقي القياسي في 5 ديسمبر 2002. سيتم النظر في التعديلات على قائمة مراجعة البضائع والبت فيها في غضون 30 يومًا من اعتماد القرار الحالي. طُلب من الأمين العام كوفي عنان تقديم تقرير بحلول نهاية 180 يومًا حول ما إذا كانت الحكومة العراقية قد وزعت المساعدات بالتساوي، وتقييم تنفيذ قائمة مراجعة البضائع.
سحبت الولايات المتحدة مشروع قرار يطالب بتمديد إضافي للبرنامج لمدة 14 يومًا بينما يمكن إجراء مزيد من المناقشات بشأن التغييرات في قائمة السلع.

## روابط خارجية
- نص القرار في undocs.org